# Alik Arrakelian
Alik Arrakelian (orm. Ալիկ Առաքելյան, ur. 21 maja 1996 w Erywaniu) – ormiański piłkarz występujący na pozycji pomocnika w ormiańskim Piunik Erywań.